# قرار مجلس الأمن التابع للأمم المتحدة رقم 1254
قرار مجلس الأمن التابع للأمم المتحدة رقم 1254، الذي اتخذ بالإجماع في 30 يوليو 1999، بعد التذكير بالقرارات السابقة بشأن إسرائيل ولبنان بما في ذلك القرارات 501 (1982) و508 (1982) و509 (1982) و520 (1982) وكذلك دراسة تقرير الأمين العام عن قوة الأمم المتحدة المؤقتة في لبنان (يونيفيل) التي تمت الموافقة عليها في 426 (1978)، قرر المجلس تمديد ولاية اليونيفيل لستة أشهر أخرى حتى 31 يناير 2000.
ثم أعاد المجلس التأكيد على ولاية القوة وطلب من الأمين العام مواصلة المفاوضات مع الحكومة اللبنانية والأطراف الأخرى المعنية فيما يتعلق بتنفيذ القرارين 425 (1978) و426 (1978) وتقديم تقرير عن ذلك.
وتم إدانة جميع أعمال العنف ضد اليونيفيل وحث الأطراف على وقف الهجمات على القوة. كان الأمين العام كوفي عنان قد أبلغ عن زيادة القتال بين الجيش الإسرائيلي وجيش جنوب لبنان من جهة ومنظمة حزب الله من جهة أخرى في جنوب لبنان، مع غارات جوية إسرائيلية على أهداف مدنية في لبنان. وسُجل ما مجموعه 359 حادثة، كان كلا الجانبين معادياً لليونيفيل أثناء أداء ولايتها. تم تشجيع المزيد من الوفورات بشرط ألا تؤثر على القدرة التشغيلية للعملية.

## روابط خارجية
- نص القرار في undocs.org